# Séisme de 2018 à Hawaï
Le séisme de 2018 à Hawaï est un tremblement de terre qui s'est produit à Hawaï, le 4 mai 2018. Sa magnitude était de 6,9.
Le tremblement de terre a provoqué un tsunami mineur qui a atteint une hauteur maximale de 40 cm (15,7 pouces) à Kapoho, 20 cm (7,9 pouces) à Hilo et 15 cm (5,9 pouces) à Honuapo (en).

## Contexte sismique et caractéristiques
L'île d'Hawaï est affectée par un grand nombre de tremblements de terre mineurs liés au mouvement du magma sous ses volcans actifs. De plus, il y a des tremblements de terre tectoniques moins fréquents qui sont causés soit par des failles dans les volcans, soit par un glissement le long de la surface de détachement basale au sommet de la lithosphère océanique associé à l'effondrement progressif des flancs de l'île au fur et à mesure de son agrandissement. 
Près du volcan Kilauea, la plus grande structure formée par l'effondrement du flanc sud-est de l'île est l'effondrement de Hilina. Cet effondrement se déplace vers la mer à un rythme moyen de 10 cm/an (3,9 po/an). L'affaissement s'est déplacé d'environ 0,6 m (2,0 pi) lors du tremblement de terre du 4 mai et s'est déplacé lors des tremblements de terre précédents, comme ceux des Tremblement de terre de 1868 à Hawaï (en) et du séisme de 1975.

## Tremblement de terre
Le tremblement de terre principal a été précédé presque exactement une heure plus tôt par une Pré-choc (en) de Mw 5,4 avec un épicentre et un mécanisme focal similaires. L'analyse des formes d'onde sismiques suggère que la secousse principale a très probablement été causée par un glissement sur une faille de chevauchement plongeant à 20° vers le nord-ouest sous le flanc sud-est du volcan. La secousse principale a été suivie de quatre répliques supérieures à Mw 4,5 au cours des 30 minutes suivantes. Des répliques de moindre ampleur ont continué à se produire pendant des mois après le séisme principal.
Analyse plus approfondie des vagues d'amour, dont le diagramme de rayonnement donne une plus grande discrimination sur les pendages à faible angle, indiquer que la rupture s'est produite sur un plan plongeant à environ 7°, cela correspond à ce qui se passe à la base des roches volcaniques hawaïennes, où ils recouvrent des roches sédimentaires sur le fond marin antérieur. La faible vitesse de rupture calculée est également cohérente avec une propagation le long d'une zone relativement faible. Cela le rendrait similaire au tremblement de terre de Kalapana en 1975.

## Dégâts
Le séisme a endommagé de nombreux bâtiments, provoqué des glissements de terrain qui ont endommagé les rivages et provoqué des fissures sur une route, entraînant sa fermeture.